# Texas meridionale
Il Texas meridionale (South Texas in inglese) è una regione dello Stato del Texas che si trova circa a sud di - e, a volte compreso - San Antonio. Il confine meridionale e occidentale è il Rio Grande, e ad est è il golfo del Messico. La popolazione di questa regione è di circa 4,67 milioni secondo le stime del censimento del 2013. La parte meridionale di questa regione è spesso indicata come valle del Rio Grande. La parte orientale lungo il golfo del Messico è indicata anche come Coastal Bend. Molti degli abitanti del Texas meridionale escludono San Antonio, dato che San Antonio si trova nel centro-sud del Texas.

## Contee

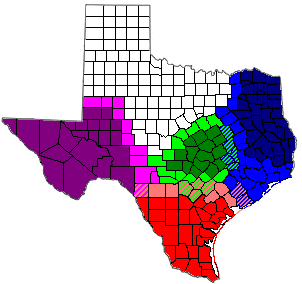
Il Texas meridionale è colorato in rosso. Le contee a volte considerate del Texas meridionale sono indicate in una tonalità più chiara del colore rosso

| - Aransas - Atascosa - Bee - Bexar - Brooks - Calhoun - Cameron - DeWitt - Dimmit - Duval - Frio | - Goliad - Gonzales - Guadalupe - Hidalgo - Jackson - Jim Hogg - Jim Wells - Karnes - Kenedy - Kinney - Kleberg | - La Salle - Lavaca - Live Oak - Matagorda - Maverick - McMullen - Medina - Nueces - Refugio - San Patricio - Starr | - Uvalde - Victoria - Webb - Wharton - Willacy - Wilson - Zapata - Zavala |

## Città
| #  | Città          | Cens. 2010 |
| -- | -------------- | ---------- |
| 1  | San Antonio    | 1.327.407  |
| 2  | Corpus Christi | 305.215    |
| 3  | Laredo         | 236.091    |
| 4  | Brownsville    | 175.023    |
| 5  | McAllen        | 129.877    |
| 6  | Edinburg       | 77.100     |
| 7  | Mission        | 77.058     |
| 8  | Pharr          | 70.400     |
| 9  | Harlingen      | 64.849     |
| 10 | Victoria       | 62.592     |
| 11 | Weslaco        | 35.670     |
| 12 | San Juan       | 33.856     |
| 13 | Schertz        | 31.465     |
| 14 | Eagle Pass     | 26.248     |
| 15 | Kingsville     | 26.213     |
| 16 | Seguin         | 25.175     |
| 17 | San Benito     | 24.250     |
| 18 | Alice          | 19.104     |
| 19 | Universal City | 18.530     |
| 20 | Alamo          | 18.353     |

| Controllo di autorità | VIAF (EN) 315160400 · LCCN (EN) sh94001245 · J9U (EN, HE) 987007563402805171 |